# SPOON (음반)
《SPOON》(스푼)은 일본의 여가수 나카모리 아키나(中森明菜)의 18번째 정규 음반으로 1998년 6월 17일에 발매하였다. (CD: GRCO-3001) 1998년 6월 29일, 오리콘 주간 앨범 차트에 처음으로 진입, 최고순위 17위를 달성하였다. 차트 톱100에 총 3주간 올라와있었다.

## 수록곡
| #            | 제목                                                                                  | 작사                  | 작곡            | 편곡                             | 재생 시간 |
| ------------ | ------------------------------------------------------------------------------------- | --------------------- | --------------- | -------------------------------- | --------- |
| 1.           | 〈〈유어 버스데이〉(ユア バースデイ 유아 바스데이[*])〉                               | 나츠노 세리코         | ORIGA           | 양방언                           | 4:51      |
| 2.           | 〈〈비오는 날은 인어〉(雨の日は人魚 아메노히와닌쿄[*])〉                              | 나츠노 세리코         | 마츠다 히로유키 | 시라카와 미야비                  | 4:36      |
| 3.           | 〈〈낙원의 여신〉(楽園の女神 라쿠엔노메가미[*])〉                                     | 사타케 마사루         | 알베르토 시로마 | 후지와라 이쿠로                  | 4:38      |
| 4.           | 〈〈오늘밤, 유성〉(今夜、流れ星)〉                                                    | 나츠노 세리코         | 우츠미 케이코   | 시라카와 미야비                  | 4:31      |
| 5.           | 〈〈귀성 ~Never Forget~〉(帰省 〜Never Forget〜)〉                                    | 스즈 야스히로, atsuko | 스즈 야스히로   | 센주 아키라                      | 5:43      |
| 6.           | 〈〈축복〉(祝福 슈쿠후쿠[*])〉                                                        | 소노다 도시타카       | 알베르토 시로마 | 후지와라 이쿠로                  | 5:03      |
| 7.           | 〈〈눈의 꽃 ~White X'mas~〉(雪の花 〜White X'Mas〜 유키노하나 화이트 크리스마스[*])〉 | 나츠노 세리코         | 후지와라 이쿠로 | 후지와라 이쿠로                  | 5:04      |
| 8.           | 〈〈폭풍 속으로〉(嵐の中で)〉                                                         | 나츠노 세리코         | ORIGA           | 양방언                           | 4:18      |
| 9.           | 〈〈현혹〉(幻惑 겐와쿠[*])〉                                                          | 나츠노 세리코         | 고바야시 아키코 | 후지와라 이쿠로                  | 5:02      |
| 10.          | 〈〈BLOWING FROM THE SUN〉〉                                                          | 나츠노 세리코         | ORIGA           | 후지와라 이쿠로, 시라카와 미야비 | 4:51      |
| 11.          | 〈〈벚꽃 필 무렵〉(花曇り 하나구모리[*])〉                                            | 나츠노 세리코         | ORIGA           | 양방언                           | 4:29      |
| 총 재생 시간 | 총 재생 시간                                                                          | 총 재생 시간          | 총 재생 시간    | 총 재생 시간                     | 53:06     |